# Aldo De Jaco
Aldo De Jaco (Maglie, 23 gennaio 1923 – Roma, 13 novembre 2003) è stato un giornalista e scrittore italiano.

## Biografia
Figlio di ferroviere, ha passato l'infanzia e l'adolescenza migrando per l'Italia seguendo con la famiglia gli spostamenti professionali del padre. Nel 1942, a 19 anni partì alla volta di Napoli per studiare architettura, ma la guerra lo costrinse ad interrompere gli studi. Iniziò a lavorare nel 1944 come giornalista presso il quotidiano social-comunista La Voce. Ha vissuto a Napoli fino al 1963, dove ha partecipato alla vita politica, prima come militante, in seguito come dirigente del PCI, cui era iscritto dal settembre 1943 a Maglie, fondandovi la sezione. Per la sua attività politica è stato due volte in carcere a Napoli, e una volta nella Grecia della dittatura dei colonnelli nel 1967, dove per liberarlo fu necessaria un'interrogazione parlamentare per attivare l'allora governo. Nel 1963 si trasferì a Roma per lavoro, e vi risiedette stabilmente sino all'ultimo.
È stato giornalista presso la redazione napoletana dell'Unità. In seguito è stato inviato speciale de l'Unità e poi di Paese Sera. Numerose sono state le sue collaborazioni per pubblicazioni politico-culturali quali Il Contemporaneo, Rinascita, Prove, Le Ragioni Narrative, Cronache Meridionali e La Battana.
Nel Pioniere e Pioniere dell'Unità dal 1960 al 1964 furono pubblicati suoi racconti: La paura, Scugnizzi Eroici, O briganti o emigranti, I fasci siciliani del 1894 e Melissa 30 ottobre 1949.
È stato segretario generale del Sindacato Nazionale Scrittori per poi fuoriuscirne e fondare nel 1998 insieme a Giuseppe Jovine, Massimo Nardi, Stanislao Nievo, Antonio Piromalli e altri l'Unione Nazionale Scrittori, di cui è stato a lungo presidente.
Ha scritto e si è occupato di poesia e di narrativa, ed è stato inoltre un attento raccoglitore di documentazione storica generalmente trascurata dalla storiografia ufficiale.
Le tematiche che lo hanno più interessato sono: l'eccidio de La Storta, la questione meridionale, il brigantaggio meridionale post-unitario, le quattro giornate di Napoli e la Resistenza italiana nel sud.
Le sue opere sono state tradotte in diversi paesi, quali Germania, URSS, Bielorussia, Grecia, Bulgaria, Romania, Cecoslovacchia e Cina.
Ha lavorato per il cinema, scrivendo la sceneggiatura del film Quanto è bello lu murire acciso di Ennio Lorenzini e interpretando un ruolo in ...e di Shaúl e dei sicari sulle vie da Damasco e... di Gianni Toti. Per la radio ha collaborato nelle venti puntate di "Voci e volti della questione meridionale" su Rai Radio Uno. Per la televisione, la RAI ha trasmesso Opere Teatrali con il titolo Nella città di mezzo, opera in due tempi.
Al libro La città insorge: le quattro giornate di Napoli del 1956, il regista Nanni Loy si ispirerà per il suo film Le quattro giornate di Napoli del 1962.
Nel 1972 il gruppo musicale Stormy Six ha pubblicato il concept album L'unità che rilegge in chiave storico-critica l'unità d'Italia; nella terza traccia "Pontelandolfo" vi sono continui riferimenti al libro Il brigantaggio meridionale. Cronaca inedita dell'Unità d'Italia di Aldo De Jaco, dove (tra le altre cose) si parla del Massacro di Pontelandolfo e Casalduni perpetrato dalle truppe sabaude nel 1861.

## Opere
- Racconto del Sud. Edizioni Sud, 1946 (non distribuito)
- Le domeniche di Napoli. Einaudi, 1954 - Premio Salento opera prima
- La città insorge: le quattro giornate di Napoli. Editori Riuniti, 1956
- Una settimana eccezionale. Arnoldo Mondadori Editore, 1959 - Premio Settembrini-Mestre
- Viaggio di ritorno. Einaudi. 1966 - Premio Castellammare ISBN 88-06-13367-5
- Il brigantaggio meridionale: cronaca inedita dell'Unità d'Italia. Editori Riuniti, 1969 ISBN 88-359-5685-4
- Colonnelli e resistenza in Grecia. Editori Riuniti, 1970
- Antistoria di Roma capitale: cronaca inedita dell'Unità d'Italia. Editori Riuniti, 1970
- Gli anarchici: cronaca inedita dell'Unità d'Italia. Editori Riuniti, 1971 ISBN 88-359-5835-0
- Di mal d'Africa si muore: cronaca inedita dell'Unità d'Italia. Editori Riuniti, 1972
- Inchiesta su un comune meridionale: Castelvolturno. Editori Riuniti, 1972
- I socialisti: cronaca inedita dell'Unità d'Italia. Editori Riuniti, 1974
- Con finale in prigione. Marsilio Editori, 1975 ISBN 88-317-0136-3
- Vocazione agit prop. Marsilio Editori, 1975 ISBN 88-317-4133-0
- Diario tre esse 1975-76. Società editrice unitaria sindacale, 1975
- I giorni della libertà: diario di tutti, 1943-1947. Editrice sindacale italiana, 1976
- Ieri oggi domani la cooperazione. Editrice Cooperativa, 1979 ISBN 88-7361-011-0
- Diario di un ospite ingrato, Editrice Ciminiera, 1981
- Napoli monarchica, milionaria, repubblicana. Newton Compton Editori, 1982
- Nel giardino del cattivo amministratore. Levante, 1983
- Nica libre: ovvero visita a una giovane rivoluzione. Il Ventaglio, 1984
- I cinque anni che cambiarono l'Italia. Diario fotografico di noi tutti: 1943-1947. Newton Compton Editori, 1985
- Stazioni di posta. Edizioni Il Laboratorio, 1986
- La casa di tufo. Erreci edizioni, 1986
- Opere teatrali: il ciclo dello "Scialle nero" e il ciclo de "Il grande vecchio". Todariana editrice, 1989 ISBN 88-7015-170-0
- Dodici lettere da Varna. JN editore, 1990
- Il tappeto persiano. Erreci edizioni, 1992
- La città insorge: le quattro giornate di Napoli.  Monteleone, 1995 ISBN 88-8027-018-4
- In viaggio con Prodi (A. De Jaco - M. Nardi). Monteleone, 1996 ISBN 88-8027-021-4
- Napoli, settembre 1943. Dal fascismo alla Repubblica. Vittorio Pironti Editore, 1998
- Briganti e piemontesi: alle origini della questione meridionale. Rocco Curto Editore, 1998
- Fine di un gappista: Giorgio Formiggini e lo stalinismo partenopeo. Marsilio Editori, 1999 ISBN 88-317-7009-8
- Un po' di Napoli in tre racconti. Vittorio Pironti Editore, 1999
- 1943. La Resistenza al Sud. Cronaca per testimonianze. Argo, 2000 ISBN 88-8234-029-5
- Nc'era na fiata na muscia nchiata. Edizioni dell'U.N.S., 2000
- La valigia di cartone. Viaggio (negli anni '60) nell'Europa degli emigrati. Bleve, 2000
- Dopo Teano. Storie d'amore e di briganti. Lacaita, 2001 ISBN 88-87280-72-X
- Lungo viaggio di ritorno. Manni Editori, 2002 ISBN 88-8176-282-X
- C'era una volta - poesia come memoria. Kurumuny, 2003